# Vajdafy Géza
Vajdafy Géza (Pest, 1841. augusztus 26. – Ungvár, 1921. június 20.) királyi katolikus főgimnáziumi tanár.

## Élete
Vajdafy József és Kreinecker Katalin fia, Vajdafy Béla és Ernő testvére. Középiskolai tanulmányait a Ciszterci Rend Székesfehérvári Főgimnáziumában végezte. Tanári képesítést nyert 1867-ben latinból és görögből. 1867-1868-ban magyar-latin-görög-történelem-földrajz tanárként dolgozott a Pesti császári és királyi katolikus főgimnáziumban, 1869-1870-ban a zürichi egyetemen filozófiát hallgatott. 1878-tól főgimnáziumi tanár lett Ungvárt, ugyanebben az évben vette feleségül tusnádi Pálffy Kornéliát, akitől négy gyermeke született: Zoltán (1878), Géza (1881), Irén (1886) és Gizella.

## Munkái
- Paduai Titus Livius első könyve. Tárgy- és történeti jegyzetekkel ellátva. Latinból ford. Pest, 1868. (Római remekírók).
- Svájczi nevelés. Dalárdák. Zenészeti Lapok, 1873. 75:273,275
- Görög elemi olvasókönyv Curtius nyelvtanához. Schenkl nyomán új tanmód szerint alkalmaztatva. Bpest, 1876.
- Cajus Sallustius Crispus munkái. Jugurtha végeig és Catalina összeesküvése. Ford. 3. kiadás. Bpest, 1883-85. Két füzet. (Római remekírók 12., 13.).
- Titus Livius munkái XXI. könyve. XXI., XXII. De urbe condita. Uo. 1880., 1886. (Római remekírók 27-29. 2. k. 1895. 5. kiadás. Uo. 1902.)